# A brit felségjelzéseken alapuló zászlók képtára
Ez a galéria a brit felségjelzéseken alapuló zászlókat mutatja be.

## Brit felségjelzések

Fehér felségjelzés
Kék felségjelzés
Vörös felségjelzés

## Kék felségjelzés

Anguilla zászlaja
Antigua és Barbuda gyarmati zászlaja
Az ausztrál csapat zászlaja, 1908-as és 1912-es Olimpiai Játékok
Ausztrália zászlaja
Barbados gyarmati zászlaja
Hongkong első gyarmati zászlaja (1871-1876)
Hongkong utolsó gyarmati zászlaja (1959-1997)
Gambia gyarmati zászlaja
Leeward-szigetek gyarmati zászlaja
Labuan gyarmati zászlaja
Brit Kelet-Afrika
Melaka gyarmati zászlaja
Pinang gyarmati zászlaja
Málta gyarmati zászlaja (1943–1964)
Grenada  gyarmati zászlaja (1903–1974)
Lagos gyarmati zászlaja (Nigéria)
Nyugat-Szamoa gyarmati zászlaja
Sierra Leone gyarmati zászlaja
Sarawak gyarmati zászlaja
Saint Vincent gyarmati zászlaja
Seychelle-szigetek gyarmati zászlaja
Gilbert- és Ellice-szigetek gyarmati zászlaja (1937–1979)
Malajzia gyarmati zászlaja (1826–1946)
Brit Guyana (Guyana)
Brit Honduras (Belize)
Brit Észak-Borneó (Sabah)
Brit Virgin-szigetek zászlaja
Bumbunga
Burma gyarmati zászlaja
Kanadai kék felségjelzés 1965-ig
Cape Colony gyarmati zászlaja (1875–1910)
Cook-szigetek zászlaja
Vámügy (HM Customs & Excise) zászlaja
Falkland-szigetek zászlaja
Fidzsi-szigetek gyarmati zászlaja
Aranypart gyarmati zászlaja (Ghána)
Hongkong gyarmati zászlaja (1959)
Brit India
Ión-szigetek gyarmati zászlaja
Jamaica gyarmati zászlaja
Kenya gyarmati zászlaja
Montserrat zászlaja
Newfoundland gyarmati zászlaja (1904–1907)
Új-Dél-Wales zászlaja
Új-Zéland zászlaja
Nigéria zászlaja
Észak-írországi kormány lobogója, 1929–1973
Észak-Rodézia gyarmati zászlaja (Zambia)
Nyaszaföld gyarmati zászlaja (Malawi)
Orange-folyó gyarmat zászlaja
Pitcairn-szigetek zászlaja
Queensland zászlaja
Rodéziai és Nyaszaföldi Föderáció
Szent Ilona zászlaja
Skót Halászati Területeket Védő Ügynökség (Scottish Fisheries Protection Agency) zászlaja
Dél-Ausztrália zászlaja
Déli-Georgia és Déli-Sandwich-szigetek
Dél-Rodézia (1923–1953)
Tasmania zászlaja
Trinidad és Tobago gyarmati zászlaja
Tristan da Cunha
Turks és Caicos-szigetek zászlaja
Uganda gyarmati zászlaja
Victoria zászlaja
Nyugat-Ausztrália zászlaja

## Kék felségjelzés (világoskék)

Ausztrál civil légierő zászló
Brit civil légierő zászló
Fidzsi-szigetek zászlaja
Fidzsi-szigeteki civil légierő zászló
Új-zélandi civil légierő zászló
Királyi légierő zászlaja
Ausztrál királyi légierő zászlaja
Új-zélandi királyi légierő zászlaja
Rodézia (1954–1968)
Tuvalu zászlaja

## Vörös felségjelzés

Ausztrál vörös felségjelzés
Bermuda zászlaja
Ciprus gyarmati zászlaja (1922)
Kanada domínium zászlaja
Fidzsi-szigeteki vörös felségjelzés
Manitoba zászlaja
Új-zélandi vörös felségjelzés
Newfoundlandi vörös felségjelzés
Észak-Borneó zászlaja
Ontario zászlaja
Palesztina polgári zászlaja (1927–1948)
Dél-Afrika domínium zászlaja
Takitimu Māori törzs zászlaja
Tanganyika gyarmati zászlaja
Taunton, Massachusetts zászlaja

## Fehér felségjelzés

Ausztrál Föderáció zászlaja
Brit Antarktiszi Terület zászlaja, 1998–
Ausztrál királyi tengerészet zászlaja, 1967–
Barbados tengerészeti zászlaja
Fidzsi-szigetek tengerészeti zászlaja
Jamaica tengerészeti zászlaja
Új-zélandi királyi tengerészet zászlaja
Új-zélandi Minisztériumi Szállítás zászlaja (1968–1998)

## Sárga felségjelzés

Niue zászlaja, 1975–
Victoria kormányzói zászlaja

## Más származtatott zászlók

Brit Kelet-indiai Társaság
Brit Indiai-óceáni terület zászlaja
Hawaii zászlaja
Mosquito Coast (Nicaragua)
Heligoland
Függetlenségi Mozgalom zászlaja (India)
Amerikai Nagyuniós zászló, 1775–1777
Zöld felségjelzés, kereskedelmi zászló (1800)

## A Union Jack-en alapuló zászlók

Anguilla kormányzói zászlaja
Bermuda kormányzói zászlaja
Brit Antarktiszi Terület megbízottjának zászlaja
Brit-Kolumbia zászlaja
Brit Virgin-szigetek kormányzói zászlaja
Kajmán-szigetek kormányzói zászlaja
Falkland-szigetek kormányzói zászlaja
Gibraltár kormányzói zászlaja
Guernsey alkormányzói zászlaja
Hongkong kormányzói zászlaja (1959–1997)
India alkirályi zászlaja (1885–1947)
Írország Lord Lieutenant-jének zászlaja (1922-ig)
Man sziget alkormányzói zászlaja
Montserrat kormányzói zászlaja
Új-Skócia alkormányzói zászlaja
Pitcairn-szigetek kormányzói zászlaja
Queensland kormányzói zászlaja
Rodézia kormányzói zászlaja (1954–1969, 1979–1980)
Szent Ilona kormányzói zászlaja
Déli-Georgia és Déli-Sandwich-szigetek polgári megbízottjának zászlaja
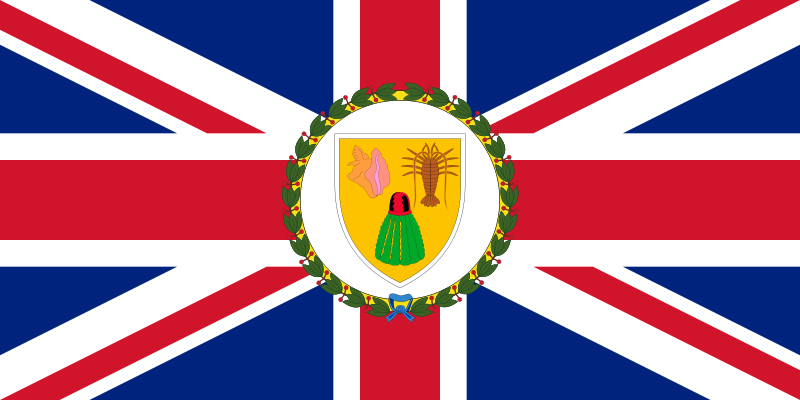
Turks és Caicos-szigetek kormányzói zászlaja